# Beko

El antiguo logo de Beko.

Beko (estilizado como beko) es una marca turca de electrodomésticos y productos electrónicos de consumo de Arçelik A.Ş. controlada por Koç Holding.

## Historia
Beko Elektronik A.Ş. fue fundada por Vehbi Koç, el fundador de Koç Holding (quien también fundó Arçelik A.Ş., la empresa matriz de Beko, en 1955), y Leon Bejerano en Estambul, Turquía, en 1955. El nombre de la empresa es una combinación de los primeros dos letras de los apellidos de los fundadores.
En 2004, Beko Elektronik compró la empresa de electrónica alemana Grundig y en enero de 2005, Beko y su marca rival turca de electrodomésticos y electrodomésticos Vestel representaban más de la mitad de todos los televisores fabricados en Europa.
En abril de 2010, la división de electrónica de Beko fue rebautizada como Grundig Elektronik A.Ş. En la Junta General Extraordinaria de Accionistas de Arçelik A.Ş. el 29 de junio de 2009, se decidió fusionar Arçelik A.Ş. con la filial de la empresa, Grundig Elektronik A.Ş. (a ser administrado directamente por Arçelik A.Ş. de Koç Holding) asumiendo todos los activos y pasivos de Grundig en su conjunto.
En India, Voltas, originalmente una marca de acondicionadores de aire y subsidiaria del Grupo Tata, se asoció con Beko para producir electrodomésticos como televisores, lavavajillas, lavadoras, etc.

## Incidentes
Algunos productos Beko han sido considerados un riesgo para la seguridad de los consumidores. En 2016, Mishell Moloney fue encontrada muerta debido a una falla en una secadora Beko que se había incendiado. Beko intentó afirmar que la culpa que condujo a la muerte de Moloney fue un «incidente trágico y aislado». Sin embargo, la secadora DCS 85W que utilizó Moloney ya fue responsable de una veintena de incendios en el Reino Unido. El jefe de control de calidad de Beko, Andrew Mullin, también reveló que los modelos más pequeños de la gama ya habían sido retirados del mercado debido a cientos de incidentes de seguridad.

## Patrocinios

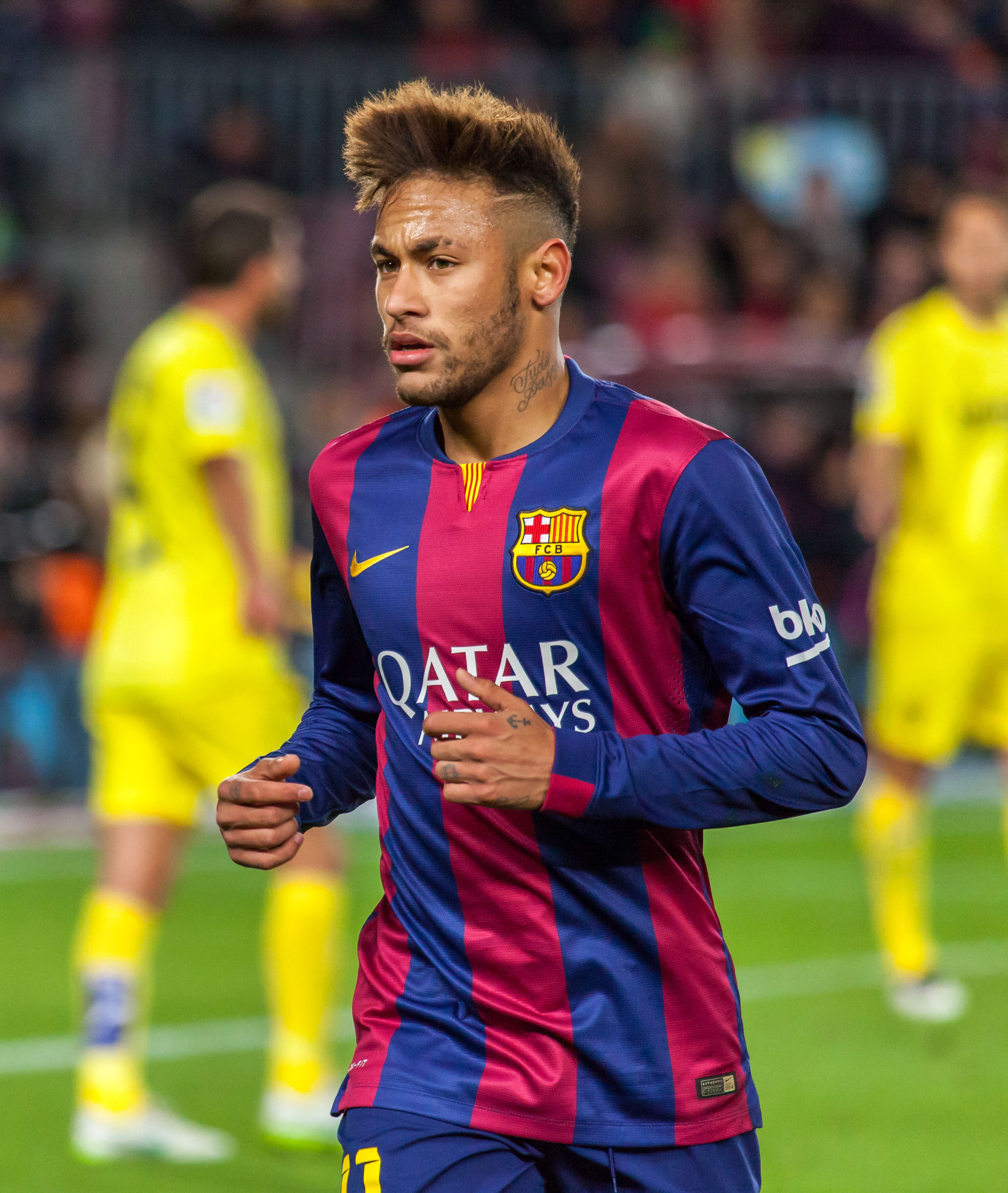
Neymar vistiendo el uniforme del Barcelona F.C.

Beko ha sido patrocinador oficial de las principales ligas de baloncesto de Turquía, Italia y Lituania, así como de la Copa Mundial de Baloncesto de 2014 en España. Beko es socio del club de fútbol español Barcelona desde 2014, del club de fútbol turco Beşiktaş JK, y club de fútbol turcomano Ýedigen. Además, había sido uno de los mayores anunciantes de la Premier League inglesa desde 2008 y patrocinador oficial de la FA Cup.
En Nueva Zelanda, Beko es el patrocinador principal de la liga de netball de Nueva Zelanda, y también es el patrocinador principal de Volley Lube.